# جون ستيفنز (سياسي نيوزلندي)
جون ستيفنز (بالإنجليزية: John Stevens)‏ هو سياسي نيوزلندي، ولد في 1845 في ويلينغتون في نيوزيلندا، وتوفي في 31 يوليو 1916 في نيوزيلندا. حزبياً، نشط في الحزب الليبيرالي النيوزيلندي. وقد انتخب عضو مجلس النواب النيوزيلندي.